# Gare de Detroit
Ne doit pas être confondu avec la gare historique désaffectée de Détroit Michigan Central Station.
La gare de Detroit, également connue sous le nom de gare de Baltimore Street, est une gare de transport intermodal à Détroit, dans le Michigan. Elle est desservie par les trains Amtrak. Elle sert également d'arrêt pour les lignes Greyhound, les bus du ministère des Transports de Detroit, la Suburban Mobility Authority pour les bus de transport régional et le tramway QLine. Elle est située à l'angle sud-ouest des avenues Woodward et West Baltimore dans le quartier de New Center. La ligne d'Amtrak Wolverine dessert une plate-forme surélevée dans le bâtiment principal, tandis que la QLine dessert une plate-forme adjacente sur Woodward Avenue.

## Histoire
Le ministère des Transports du Michigan (MDOT) a acheté le site de 3,1 acres de la gare pour 889 000 $ - qui comprend également un terrain directement en face des voies - en 1994 à General Motors. La gare a été construite en 1994 en remplacement de l'ancienne gare centrale du Michigan, qui fût fermée en 1988. Depuis cette fermeture jusqu'à l'ouverture de nouvelles gares en 1994, les trains desservaient un quai situé sur la rue Rose, à proximité de l'ancienne gare.
La gare se compose d'un bâtiment d'un étage qui comprend une salle d'attente, une billetterie et des toilettes. La plate-forme est accessible par une tour à l'arrière du bâtiment, qui se dirige vers le niveau de la ligne de la GTW Shore Line Subdivision.
Le système de tramway, connu sous le nom de QLine, a été mis en service le 12 mai 2017 et dessert la station Baltimore Street. La station est parrainée par Penske. Elle est chauffée et dispose de caméras de sécurité et de téléphones d'urgence. Les services proposés aux passagers comprennent le Wi-Fi et des panneaux d'arrivée.

## Service des voyageurs

### Intermodalité
- DDOT ; 4, 16, 80, 89
- Autorité de mobilité suburbaine pour le transport régional ; FAST Woodward 461/462 (toute la journée), 450/460, 445 (périodes de pointe en semaine), 465 (tôt le matin en direction du nord)

## Projets
Au milieu des années 2000, le MDOT a commencé à travailler avec des agences locales et fédérales pour développer un centre de transit intermodal à un pâté de maisons au sud de la gare actuelle délimité par le chemin de fer Conrail North Yard Branch au nord, Woodward à l'est, Amsterdam au sud et Cass à l'ouest. Le projet visait à rassembler les services des tramways Amtrak, DDOT, SMART, M-1 Rail (plus tard QLine) et les futurs services proposés, notamment le Woodward Avenue BRT et la ligne régionale Ann Arbor-Detroit . La première phase est achevée en 2010, consistant à dégager le site et à construire un parking en surface pour la future gare. Le MDOT a annoncé en janvier 2016 que le département cherchait également à s'associer à des développeurs pour inclure également un développement à usage mixte sur le site.